# رام شاران
رام شاران هو ممثل هندي، ومُنتج ورائد أعمال. ولد في 27 مارس 1985 بتشيناي (سابقاً مدينة مدراس) في الهند. يُعتبر من أعلى الممثلين أجراً في أفلام توليوود وهي الأفلام الصادرة بلغة التيلجو (لغة أهل ولاية أندرا براديش في حيدرآباد). برز اسمه في عام 2013 في قائمة المشاهير المائة ضمن قائمة مجلة فوربس إنديا لأشهر 100 شخصية. كان أول ظهور له في عالم الأفلام في فيلم الإثارة شورثا (الفهـد) Chirutha (2007) حيث حقق الفيلم نجاحاً ساحقا وفاز رام شاران بجائزة أفضل ممثل من مجلة فيلم-فير وكذلك فيلم ماجادهيرا (البطل) في عام 2009 وأخيراً فيلم RRR في 2022 (اختصار للكلمات Rise Roar Revolt أي انتفض، إزأر، ثُــر) حيث أحرزت أغنية ناتو-ناتو Naatu Naatu ارقص-ارقص جائزة أفضل أغنية في جوائز الأوسكار للدورة 95 لعـام 2023، كما حقق الفيلم عائدات بقيمة 150$ مليون دولار.

## أعمال

### أفلام
- (2009) ماغادهيرا
- (2013) زانجير

## جوائز
- جائزة فيلم فير جنوب

## وصلات خارجية
- رام شاران على موقع IMDb (الإنجليزية)
- رام شاران على موقع ألو سيني (الفرنسية)
- رام شاران على موقع ألو سيني (الفرنسية)
- رام شاران على موقع ميوزك برينز (الإنجليزية)
- رام شاران على موقع أول موفي (الإنجليزية)
- رام شاران على موقع قاعدة بيانات الفيلم (الإنجليزية)
- رام شاران على موقع كينوبويسك (الروسية)